# Луцманнсбург
Луцманнсбург (нім. Lutzmannsburg) — ярмаркова громада округу Оберпуллендорф у землі Бургенланд, Австрія.
Луцманнсбург лежить на висоті  204 м над рівнем моря і займає площу  23,2 км². Громада налічує 873 мешканців. 
Густота населення 38/км².  
|                                       |
| Луцманнсбург на мапі округу та землі. |

Бургомістом міста є Крістіян Рорер(ADL Адреса управління громади: Neustiftplatz 1, 7361 Lutzmannsburg.

## Демографія
Історична динаміка населення міста за даними сайту Statistik Austria

## Галерея

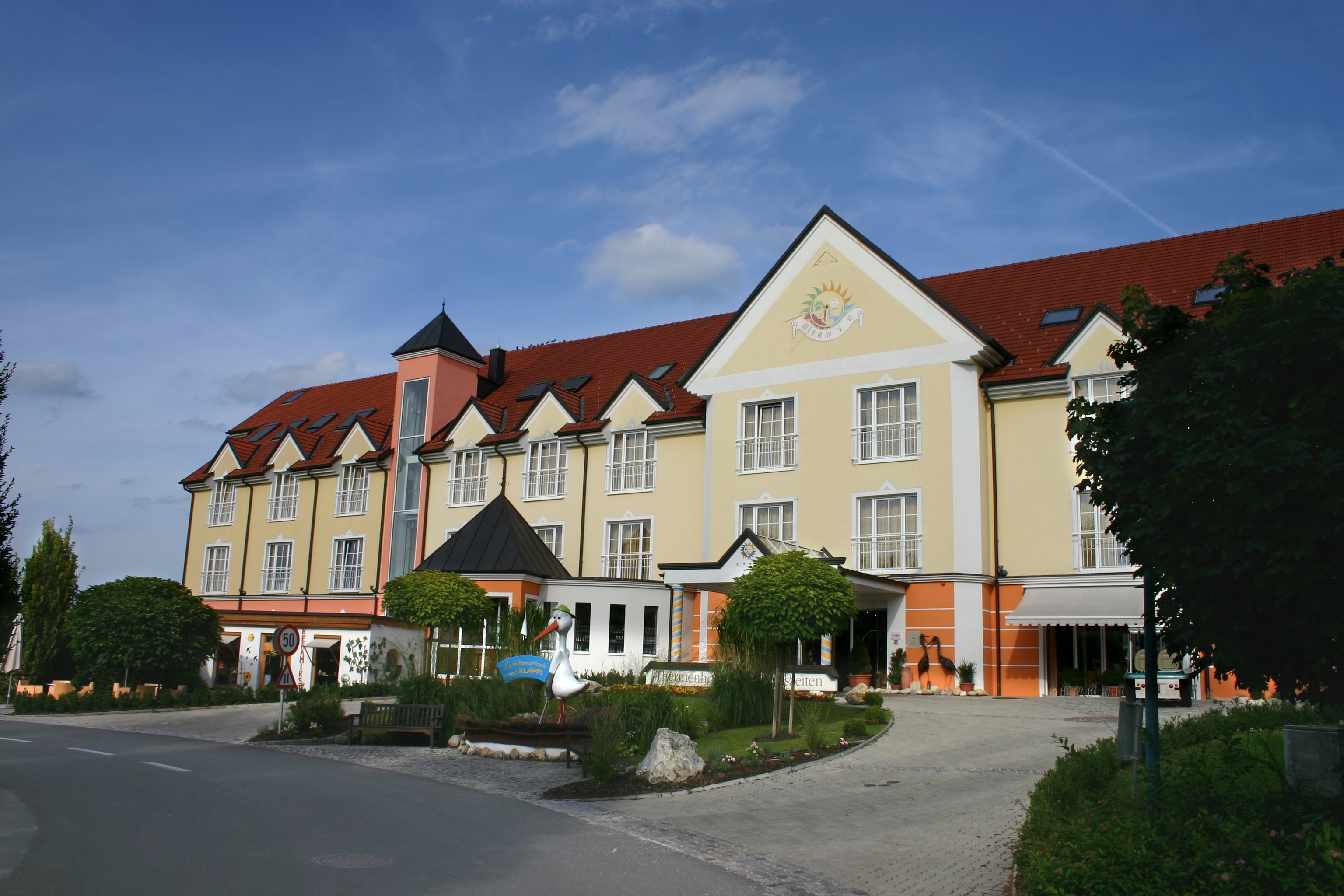
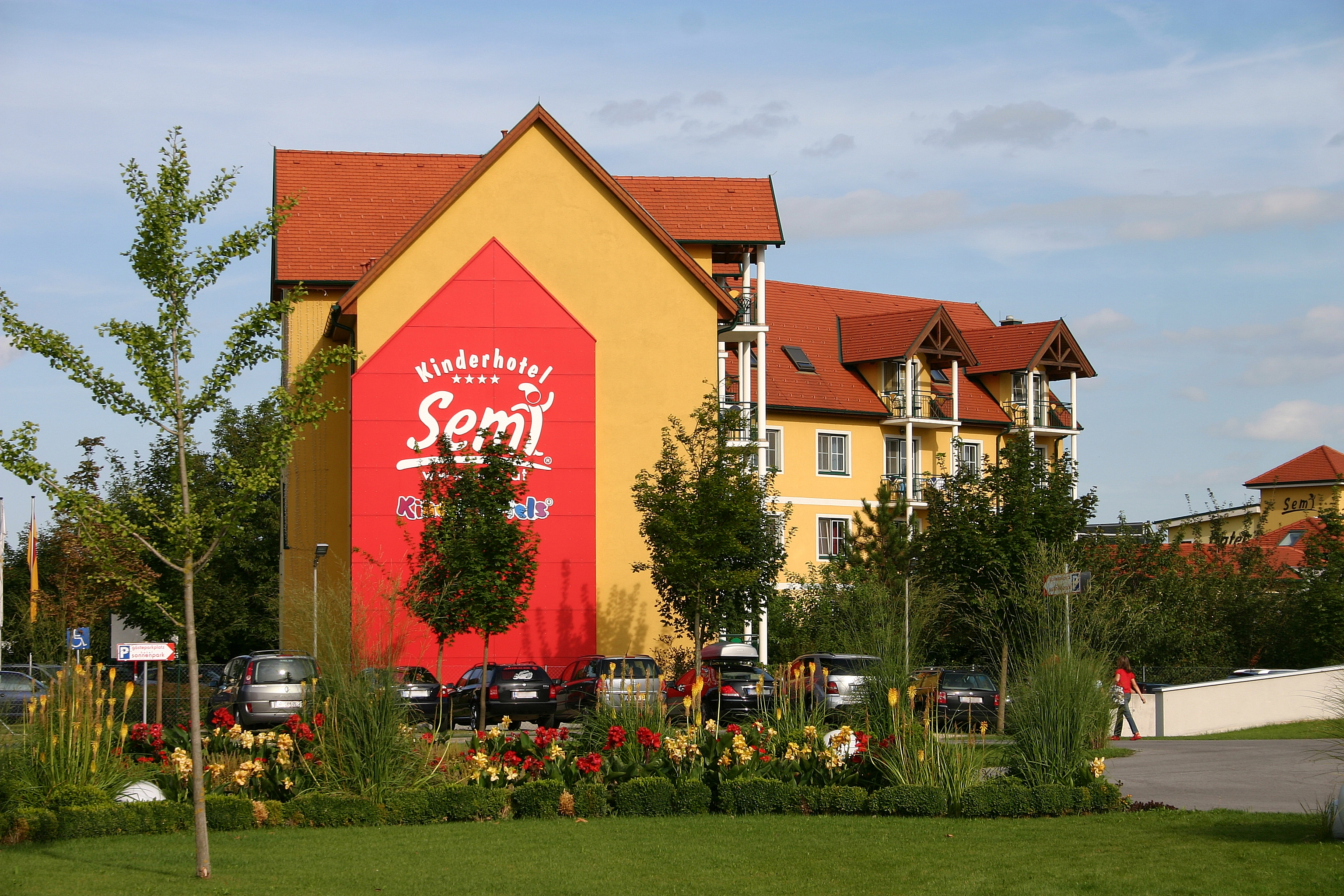
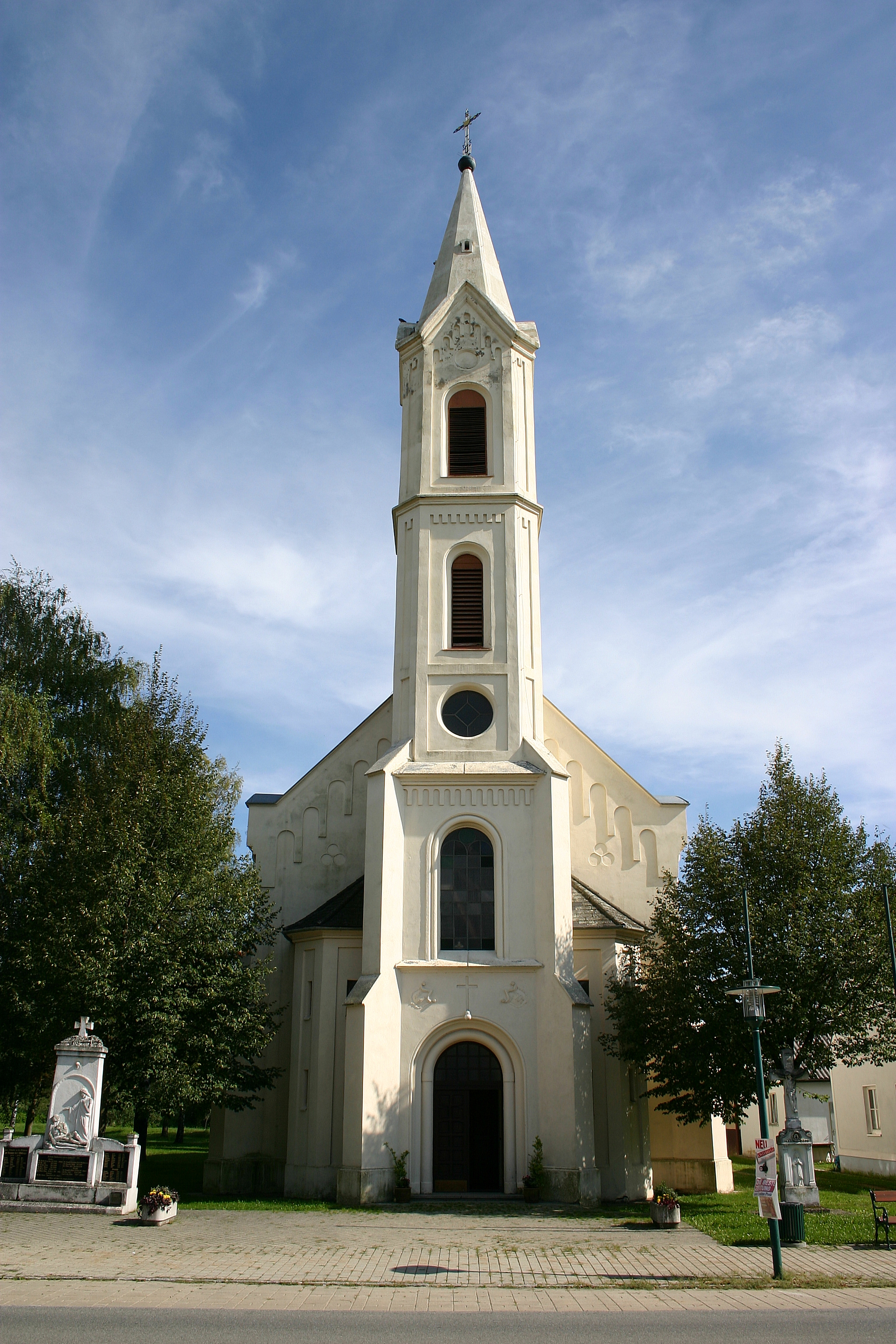
Католицька церква
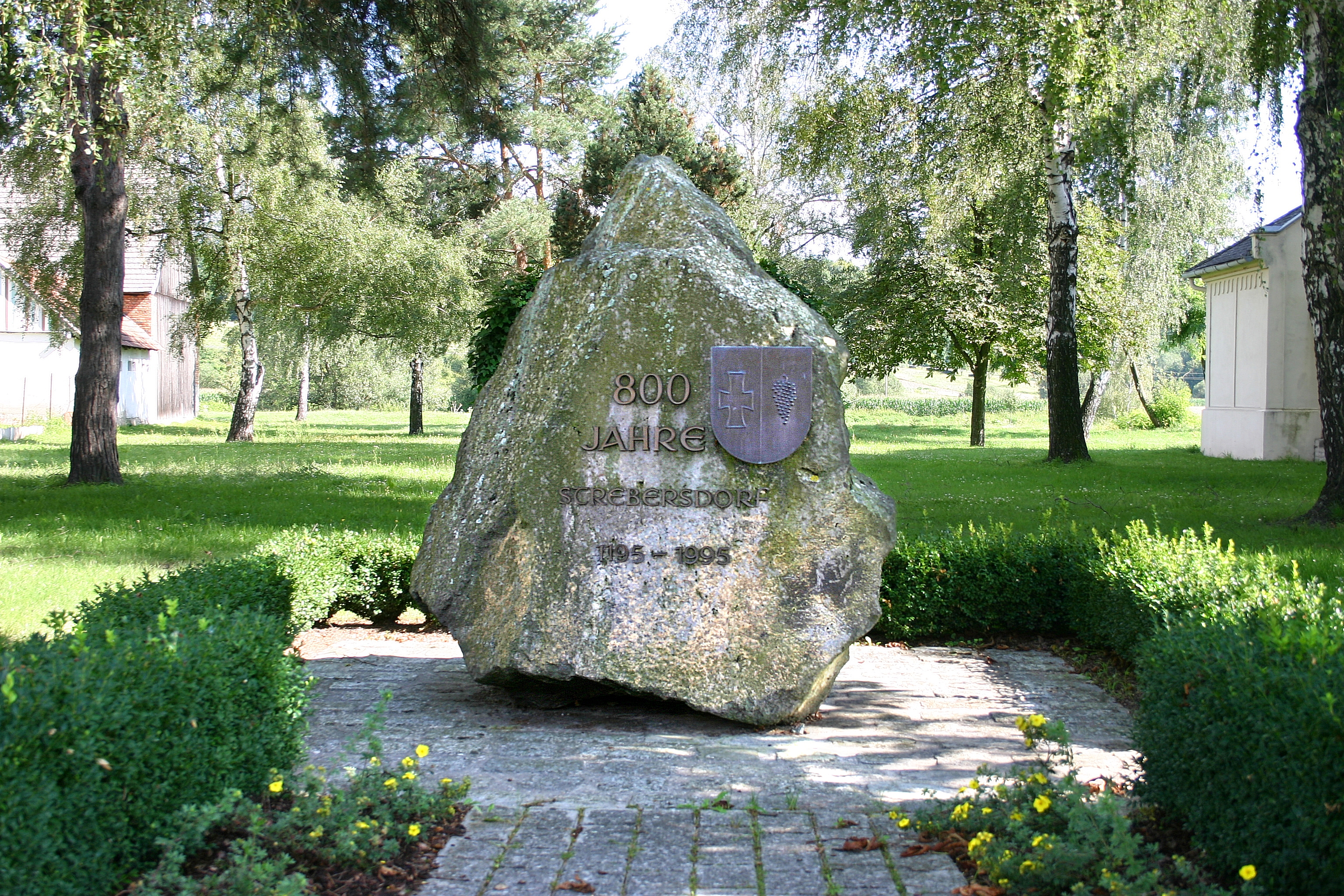
Пам'ятник 800 років хутору Штреберсдорф

## Виноски
1. ↑  Dauersiedlungsraum der Gemeinden Politischen Bezirke und Bundesländer - Gebietsstand 1.1.2018 — Статистичне управління Австрії.
2. ↑  Einwohnerzahl 1.1.2018 nach Gemeinden mit Status, Gebietsstand 1.1.2018 — Статистичне управління Австрії.
3. ↑  www.lutzmannsburg.info. Архів оригіналу за 29 квітня 2021. Процитовано 4 квітня 2021.
4. ↑  Gemeindedaten von Lutzmannsburg. Архів оригіналу за 23 жовтня 2016. Процитовано 9 листопада 2013.

| Австрія | Це незавершена стаття з географії Австрії. Ви можете допомогти проєкту, виправивши або дописавши її. |